# Homecoming (Stargate SG-1)
Homecoming (Regreso a Casa) es el segundo episodio de la séptima temporada de la serie de televisión de ciencia ficción Stargate SG-1, y el episodio N.º 134 de toda la serie. Este episodio es la Parte 2 de 2, y es precedida por "Fallen".

## Trama
Jonas es traído al Peltac de la Nave de Anubis, donde este le informa que tras sondear su mente, se ha enterado sobre el Naquadriah, y del único lugar donde se lo puede hallar, el hogar de Jonas. Con un, "Bienvenido a casa, Jonas Quinn", Anubis le revela que están sobre la capital de Kelowna.
Pronto, los Kelownans contactan al SGC pidiendo ayuda, porque Anubis los ha invadido. En tanto, en una Ha'tak de Yu, Teal'c está detenido en una celda, donde es visitado Oshu, el Principal de Yu, quien admite que ha comenzado a dudar de que su amo sea un dios, debido a que últimamente se ha comportado de manera paranoica. Teal'c entonces busca convencer a Oshu de hacer algo para detener Anubis, ya que sino Yu será derrotado y millones de Jaffa morirán.
O'Neill y Carter llegan a Kelowna, donde descubren que el Portal fue movido a una base secreta fuera de la ciudad, debido a que finalmente se produjo la guerra contras las otras naciones, aunque los Kelownans confiesan que lograron un cese al fuego utilizando la bomba de Naquadriah. La embajadora Dreylock y el Comandante Hale luego les informan que ante la muerte de cientos de personas, tuvieron que entregarle a Anubis toda Naquadriah que poseían, pero que aun sus Jaffa se encuentran merodeando el museo de ciencias.
Mientras tanto, Teal'c y Oshu planean que otro Goa'uld dirija la Alianza de los Señores del Sistema, en reemplazo de Yu, y el primero en ser llamado es Ba'al. Aunque al principio éste se muestra escéptico, al final acepta la tentadora propuesta.
En la nave de Anubis, Daniel intenta encontrar a Jonas para liberarlo. Cuando finalmente halla la celda, unos Jaffa parecen detectar su presencia, obligándolo a arrinconarse. Sin embargo, en ese momento se produce una explosión en la nave, producto de una prueba fallida con el Naquadriah. Cuando los Jaffa se retiran, Daniel va a la celda de Jonas, donde éste aprovecha el debilitamiento del campo de fuerza de la celda para salir. Los efectos del isótopo que los hace indetectables pronto acabaran, así que parten rápido a buscar un transportador de anillos.
Por otro lado, Carter y O'Neill con ayuda de Teal'c, llegado recientemente, deducen que Anubis está buscando un viejo cristal, que los Kelownans tienen almacenado, y que puede contener la antigua investigación Goa'uld sobre la inestabilidad del Naquadriah y los secretos para su control. Con este conocimiento, Anubis podría hacer funcionar su superarma de nuevo, por lo que O’Neill, Carter, Teal'c y la embajadora Dreylock van al almacén donde se guarda el cristal. Allí logran encontrarlo, pero pronto varios Jaffa los rodean. Repentinamente, los anillos de transporte en ese cuarto se activan, llegando Daniel y Jonas, y armándose una confusión, la cual permite neutralizar a los Jaffa. Luego vuelven a la base Kelowna, donde el Comandante Hale, pide insistentemente al SG-1 que se lo entregue. En ese momento, varios Jaffa aparecen y los rodean. Hale toma el cristal, y se lo da a Herak, Principal de Anubis, pero luego inesperadamente éste le dispara a Hale y anuncia al resto, que serán ejecutados en público.
Sin embargo, entonces la Flota de Baal llega e inmediatamente comienza a disparar a la Nave de Anubis. Unos disparos alcanzan zonas como el búnker, lo que produce un desorden que el equipo aprovecha para liberarse y eliminar a los Jaffa, aunque Jonas resulta herido al intentar proteger a Daniel. En tanto, Baal tiene éxito en destruir la nave de Anubis, aunque éste logra huir en una pequeña vaina de escape que entra rápidamente al hiperespacio. En el planeta, Herak huye por el Portal, sin el cristal.
Tiempo después en el SGC, Jonas Quinn deja el SG-1, habiéndose ganado el respeto de todos, incluyendo de O'Neill y vuelve a Kelowna como negociador entre las naciones de su mundo. Tras su partida, O’Neill da la bienvenida de vuelta al equipo a Daniel, quien, al final se queda observando pensativo el Portal, mientras el resto se retira.

## Producción
- Durante una charla en línea con "Our Stargate" Joseph Mallozzi dijo que en la escena final de la 2.ª parte, "Yo [Joseph] en realidad hacia que Jack llamara a Daniel Mono especial en un pequeño cambio gracioso. Lamentablemente, fue rechazado.".[3]

## Artistas invitados
- Corin Nemec como Jonas Quinn.
- Cliff Simon como Ba'al
- David Palffy como Anubis.
- Kevan Ohtsji como Oshu.
- Michael Adamthwaite como Herak.
- Gary Jones como Walter Harriman Davis.
- Doug Abrahams como el Comandante Hale.
- Gillian Barber como la embajadora Dreylock.
- Glynis Davies como la embajadora Noor.
- Jan Bos como el embajador Sevann.
- Adrian Hough como el teniente Goa'uld.
- Daniel Cudmore como Jaffa.[4]
- Aaron Thompson como Jaffa.[4]